# Aleid. Twee fragmenten uit een onafgewerkt blyspel
Aleid. Twee fragmenten uit een onafgewerkt blyspel is, zoals de titel aangeeft, een onvoltooid toneelstuk van Multatuli.
Multatuli schreef aan Aleid tussen 1872 en 1876. Het toneelstuk is in 1891 (postuum) uitgebracht door de weduwe van Multatuli. De eerste druk verscheen bij uitgeverij Versluys te Amsterdam en telde 74 bladzijden.

## Reacties
Willem Frederik Hermans zei in een interview met Olf Praamstra het volgende over Aleid: 
[Multatuli] wórdt internationaal niet hoog aangeslagen. Scandinavische schrijvers als Ibsen, Andersen, Strindberg e.d., schrijvers uit een vergelijkbaar klein taalgebied als het onze, zijn nu eenmaal veel beroemder. Dat is niet, omdat ik het zeg, maar dat is een feit. U kunt dat in iedere krant lezen, u kunt het zien aan de programma's van theaters in Parijs, Londen, Berlijn, of waar dan ook: er is altijd wel een stuk van Ibsen of Strindberg dat opgevoerd wordt. Ziet u Aleid opgevoerd worden in Parijs?  Nee toch zeker. Of Vorstenschool? Ik heb Vorstenschool een keer helemaal gezien. Ik meen zelfs met Fie Carelsen in de hoofdrol. Nou ja, het was wel om uit te zitten, maar het was niet van: oh, oh, wat ben ik onder de indruk. Multatuli vond het trouwens zelf ook niet mooi. Hij heeft er jaren aan geworsteld. Goed, het is beter dan Aleid maar dat is dan ook zo slecht. Dat heeft hij ook niet eens af kunnen maken, zo vervelend vond hij dat. Nu is schrijven voor toneel ook niet zijn sterkste punt.
Uit: Over Multatuli, nr 35, 21 oktober 1995.